# Oryx leucoryx
L'orice d'Arabia (Oryx leucoryx Pallas, 1766) è un mammifero che abita le steppe e i deserti della Arabia. Estinto in natura negli anni '70, fu reintrodotto con successo a partire dagli anni '80 grazie a esemplari presenti negli zoo.

## Descrizione
L'orice d'Arabia è alta circa un metro al garrese e pesa 70 kg. Il manto è principalmente di un bianco luminoso, con la parte inferiore e le zampe di colore bruno. Sono inoltre presenti le caratteristiche strisce nere nella giuntura fra collo e capo, sulla fronte, sul naso e lungo una linea che va dal corno all'occhio e alla bocca. Entrambi i sessi sono dotati di corna dritte e anellate che possono raggiungere il mezzo metro di lunghezza.

## Ecologia
Le orici d'Arabia si nutrono di germogli, erba e foglie e sono solite riposare durante le ore più calde della giornata. Questi animali hanno la capacità di capire se sono presenti piogge nelle regioni più vicine, verso le quali si sposteranno. Ciò significa che ogni branco si sposta entro un'area molto vasta, per esempio in Oman si sa di un gruppo di orici che si sposta entro un territorio di 3.000 kilometri quadrati. I branchi, in cui si trovano esemplari di entrambi i sessi, sono composti da 2-15 individui.

## Minacce
L'orice d'Arabia fu sottoposta ad una caccia senza criterio, che portò alla sua estinzione allo stato selvatico nel 1972. Tuttavia, un programma di tutela portato avanti da vari zoo sparsi nel mondo ha permesso il salvataggio della specie, tant'è che attualmente si contano 600 esemplari in cattività e altri 100 sono stati reintrodotti in Oman e Giordania.
In Italia l'unico giardino zoologico a partecipare al programma europeo di conservazione della specie (EEP) è il Parco Faunistico Valcorba in provincia di Padova. Il parco nell'agosto del 2020 è anche riuscito a riprodurre la specie.